# Estação Lotería
A Estação Lotería é uma das estações do Metrô do Panamá, situada na Cidade do Panamá, entre a Estação 5 de Mayo e a Estação Santo Tomás. Administrada pela Metro de Panamá S.A., faz parte da Linha 1.
Foi inaugurada em 5 de abril de 2014. Localiza-se na Avenida Justo Arosemena. Atende o corregimento Curundú.